# Cueva del Lobo
Cueva del Lobo (en finés: Susiluola) es una grieta en la montaña de Pyhävuori (sueco: Bötombergen) en Kristinestad (Kristiinankaupunki), cerca del municipio Karijoki en Finlandia. La parte superior de la grieta se ha embalado con el suelo, formando una cueva. En 1996, algunos objetos fueron encontrados en la cueva lo que provocó especulaciones de que podría haber sido habitada en el Paleolítico, entre 120.000 y 130.000 años atrás. Estos objetos, si son auténticos, serían los únicos artefactos conocidos del Neandertal en los países nórdicos.